# Ostrów Wielki
Ostrów Wielki – kolonia w Polsce położona w województwie warmińsko-mazurskim, w powiecie ostródzkim, w gminie Miłomłyn, pomiędzy jeziorami Mały i Duży Gil. Pięć gospodarstw i kilkanaście działek wypoczynkowych.
W latach 1975–1998 miejscowość administracyjnie należała do województwa olsztyńskiego.